# 鳥海ペドロ
鳥海 ペドロ（とりうみ ペドロ、1983年11月14日 - ）は、日本の漫画家。東京都出身。ABO式血液型はA型｡
2010年、第50回なかよし新人まんが賞において『甘い悪魔が笑う』で準入選を受賞しデビュー｡
2019年より4作目である『蝶か犯か 〜極道様 溢れて溢れて泣かせたい〜』を連載中｡
『週刊少年ジャンプ』のレギュラーを長年務めていた漫画家の秋本治とは親戚関係にあり、秋本のことは「治おじさん」と呼んでいる。

## 作品リスト

### 連載
- 甘い悪魔が笑う（『なかよし』2010年8月号[3]、11月号[4]、2011年2月号[5] - 2012年11月号[1]） - デビュー作→読み切り[4]→連載[5]
- 百鬼恋乱（『なかよし』2013年2月号[6] - 2015年5月号[7]）
- 黒豹と16歳（『なかよし』2015年9月号[8] - 2019年4月号[9]）
- 蝶か犯か 〜極道様 溢れて溢れて泣かせたい〜（『なかよし』2019年9月号[10] - 2022年5月号[11]、『姉フレンド』2022年69号[12] - 連載中）

### 書籍
- 『甘い悪魔が笑う』、講談社〈講談社コミックスなかよし〉2011年[3] - 2012年[1]、全6巻
- 『百鬼恋乱』、講談社〈講談社コミックスなかよし〉2013年[13] - 2015年[7]、全7巻
- 『黒豹と16歳』、講談社〈講談社コミックスなかよし〉2016年[14] - 2019年[15]、全11巻
- 『蝶か犯か 〜極道様 溢れて溢れて泣かせたい〜』、講談社〈KCデラックス〉、2019年[16] - 、既刊11巻（2025年3月13日現在）

### その他
- 講談社の少女漫画配信サービス「女子コミ!」開始お祝いメッセージとイラスト（2014年5月[17]）
- 『なかよし』人気まんが家60人大集合ポスター 第1弾（『なかよし』2015年3月号創刊60周年記念付録[18]）

## 活動
2015年8月13日、神奈川県の等々力陸上競技場にて『なかよし』と川崎フロンターレのコラボイベントが開催され、鳥海は遠山えまとともに「まんが家教室」を実施。